# Crandola Valsassina
Crandola Valsassina is een gemeente in de Italiaanse provincie Lecco (regio Lombardije) en telt 255 inwoners (31-12-2004). De oppervlakte bedraagt 9,1 km², de bevolkingsdichtheid is 29 inwoners per km².

## Demografie
Crandola Valsassina telt ongeveer 124 huishoudens. Het aantal inwoners steeg in de periode 1991-2001 met 1,2% volgens cijfers uit de tienjaarlijkse volkstellingen van ISTAT.
| Jaar | Inwoneraantal |
| ---- | ------------- |
| 1991 | 256           |
| 2001 | 259           |

## Geografie
Crandola Valsassina grenst aan de volgende gemeenten: Casargo, Cortenova, Margno, Primaluna, Taceno.